# Вольтер, играющий в шахматы с отцом Адамом
«Вольтер, играющий в шахматы с отцом Адамом» (фр. Voltaire jouant aux échecs avec le père Adam) — картина швейцарского художника Жана Юбера (Huber, Jean; dit Huber-Voltaire), созданная между 1770 и 1775 годами. На картине изображён также сам художник, рисующий Вольтера, и секретарь Вольтера, Жан-Луи Ваньер. Картина хранится в музее Эрмитаж в Санкт-Петербурге.

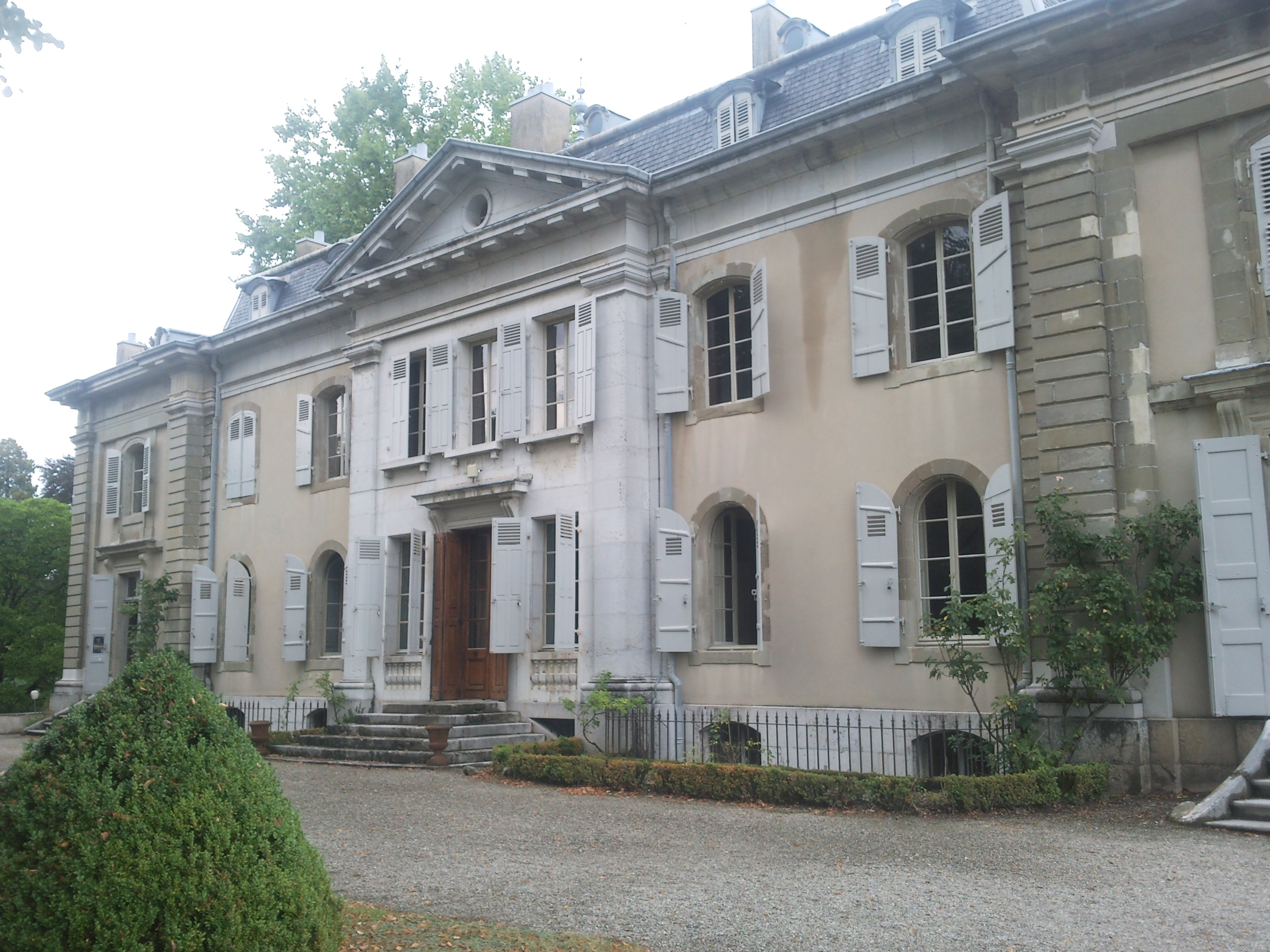
Дом Вольтера в поместье Ферне, где происходит действие картины

## История сюжета
Вольтер, поселившись в 1755—1760 годах в усадьбе «Les Délices», вблизи Женевы, часто играл в шахматы со своими друзьями. Мармонтель рассказывает, что они обычно «почтительно» поддавались философу.
Переселившись в Ферне, Вольтер стал играть в шахматы постоянно. Его партнёром был обычно священник-иезуит отец Адам. Отец Адам настолько прочно ассоциировался в представлении окружающих с увлечением философа шахматами, что Вольтеру часто приходилось доказывать обратное, настаивая, что главной обязанностью иезуита является участие в философских дискуссиях. Племянница Вольтера сообщает 24 декабря 1761 года, что игра Вольтера в шахматы с другими партнёрами приводила отца Адама в ярость. Он настаивал, что его лишают важной обязанности, которую он призван выполнять в доме.
Вольтер не был сильным шахматистом и обычно партии с отцом Адамом заканчивались для философа поражением. 24 февраля 1764 года Вольтер пишет: 

«Я люблю шахматы, однако постоянно терплю поражения от отца Адама, который безжалостно расправляется со мной! Всё имеет свои пределы! Почему я в шахматах для него — объект насмешек?».— Bernard Lucas. Voltaire et le jeu d'échecs. Mieux jouer aux Echecs.
Когда партия складывалась неудачно для него, Вольтер начинал напевать «tourloutoutou», что отец Адам воспринимал как дурное предзнаменование. Не раз видели отца Адама убегающим, в спину ему летели брошенные Вольтером фигуры, некоторые застревали в его парике. Иногда он прятался в шкафу. Буря гнева Вольтера быстро стихала. Вольтер спрашивал: «Адам, ubi es?», то есть «где ты?». Отец Адам, оправившись от испуга, вновь появлялся.
В том же 1764 году шотландец Босуэлл побывал в Ферне, он свидетельствовал, что между семью и восемью часами Вольтер звонил в колокольчик и кричал: «Идите искать отца Адама!». Это было время очередной шахматной партии. Когда Вольтер отправился в Париж в 1778 году, он назначил отцу Адаму, которому уже исполнилось 72 года после 17 лет службы философу, пенсию в размере 700 фунтов. Любопытно, что Вольтер, часто играя в шахматы, почти не упоминал о шахматах в своих произведениях.
Иногда противником Вольтера становился и сам художник Жан Юбер. Екатерина Дашкова в своих «Записках», побывав в Женеве в 1771 году, писала: 

«В Женеве мы также познакомились с Губером, „птицеловом“, как обыкновенно называли его за любовь к охоте на коршунов. Он был необыкновенно умный человек, обладающий самыми разнообразными талантами; он был поэт, музыкант, живописец и со светской любезностью соединял всю прелесть вполне благовоспитанного добряка. Вольтер сильно побаивался его, потому что Губер знал многие слабости философа и живо воспроизводил их в глазах фернейского чуда. Они часто состязались в шахматы; Вольтер почти всегда проигрывал и при этом обыкновенно сердился».— Дашкова Е. Р. Записки княгини: Воспоминания. Мемуары. Мн. 2003.

## История картины
Картина была написана между 1770 и 1775 годами в Ферне. Вольтер писал в 1772 году Мари Дюдеффан, высмеивая навязчивое желание художника постоянно делать свои зарисовки:

«Если бы вы видели господина Юбера! Он сделает ваш портрет; он сделает его пастелью, маслом, или в меццо-тинто. Ножницами он вырежет ваш профиль как карикатуру. Так он высмеивает меня от одного конца Европы до другого».— Bernard Lucas, Voltaire et le jeu d'échecs. Mieux jouer aux Echecs
Сохранился карандашный набросок к картине, он хранится в Британском музее (размером 559 × 443 мм). Набросок поступил в музей в 1933—1945 годах. Некая госпожа Кларк, который продала его, унаследовала рисунок от своей бабушки, её вторым супругом был французский художник по имени des Molins, который, вероятно, и привёз рисунок в Британию.
В числе девяти картин Жана Юбера, изображающих Вольтера, эта картина была приобретена Екатериной II. В настоящее время хранится в Эрмитаже (Инвентарный номер: ГЭ-6723). Поступила в 1934 году. Передана Всесоюзным объединением «Антиквариат». Происходит из собрания Алупкинского дворца-музея
Существует гравюра, хранящаяся в Национальной библиотеке Франции, в Париже, принадлежащая Юберу и изображающая Вольтера, играющего в шахматы. В сравнении с картиной на ней есть отличия: отец Адам расположился на ней в кресле слева, а Вольтер справа; поменялись местами секретарь Вольтера и рисующий его художник; в проёме двери виднеются вдали две хорошо одетые перешёптывающиеся женщины, которые не вошли в окончательный вариант картины. Гравюра традиционно относится искусствоведами к 1764 году.

## Отражение сюжета картины в литературе
- В своей книге «Жизнь Вольтера» Андре Моруа рассказывает о событиях, положенных в основу картины. Он приписывает Вольтеру после очередной проигранной партии реплику (которую в действительности Вольтер не произносил никогда): «Я потерял два часа на передвигание деревяшек, — кричал он, — за это время можно было написать сцену какой-нибудь трагедии!»[10].
- В своей беллетризированной биографии Адама Смита Андрей Аникин так рассказывает о взаимоотношениях отца Адама и Вольтера:

«В углу комнаты за шахматным столиком напротив модного французика сидит фигура, которая сначала приводит шотландцев в недоумение: самый настоящий католический монах в сутане и с тонзурой. Троншен с непроницаем строгим лицом объясняет, что это отец Адам — „ручной иезуит“ Вольтера, которого тот держит специально для диспутов на религиозные темы и игры в шахматы… Великий старец может позволить себе любое чудачество. Если ему для поддержания боевого духа нужен домашний иезуит, пусть держит иезуита!.. Приглашают к столу. Общество переходит в столовую, и беседа продолжается за обедом. Мадам Дени говорит, что всем гостям приготовлены постели: возвращаться в город уже поздно, а ночлег для 10—15 человек у неё в доме всегда готов. Вольтер играет с отцом Адамом одну партию в шахматы, проигрывает и удаляется в свой кабинет, чтобы сесть за письменный стол».— Андрей Аникин. Адам Смит. М. 1968. С. 31.